# Jochen Frank Schmidt

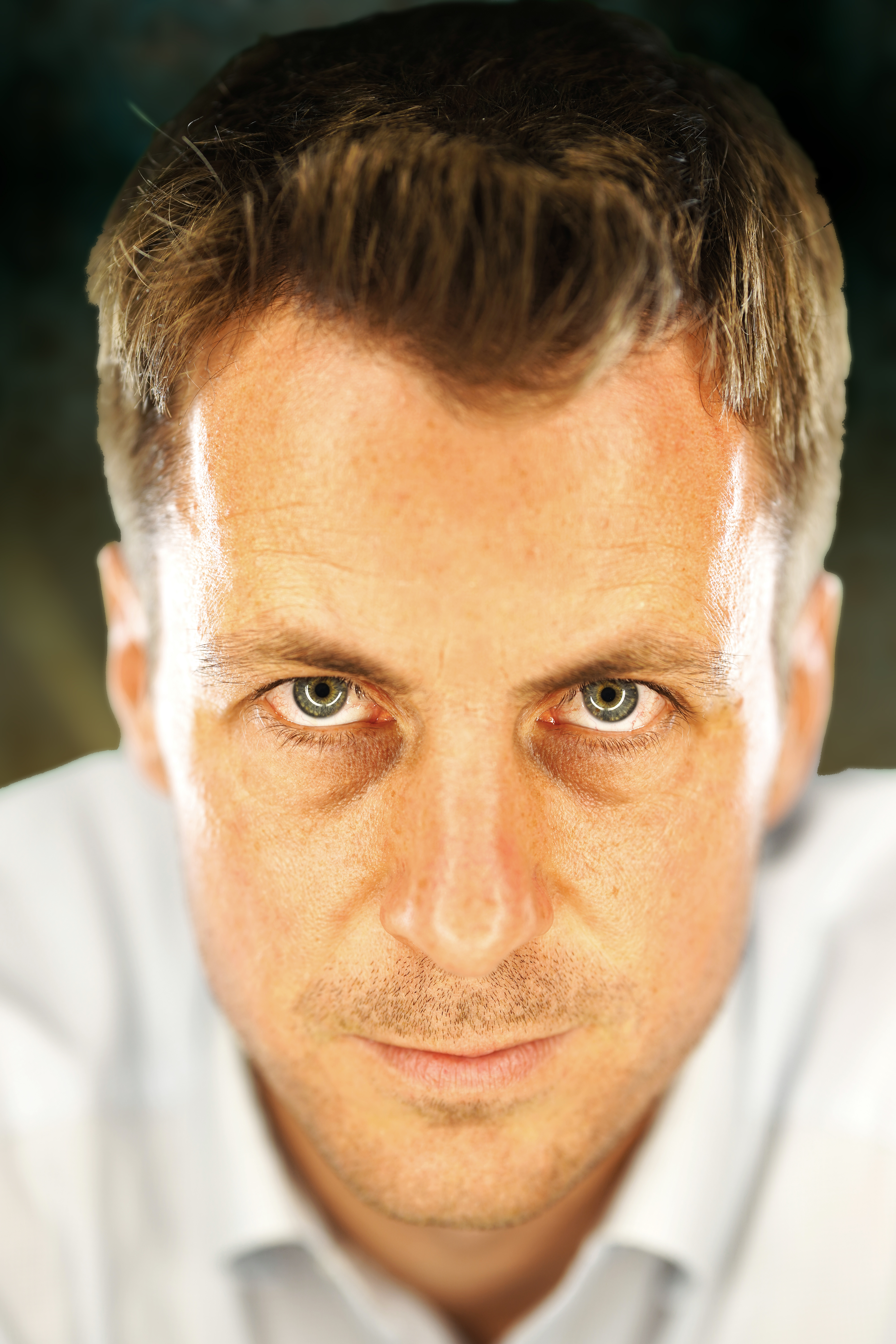
Jochen Frank Schmidt

Jochen Frank Schmidt (* 23. Oktober 1979 in Bad Säckingen) ist ein deutscher Komponist, Librettist und Regisseur sowie seit 2007 Theaterintendant des Gloria-Theaters.

## Leben
Sein Abitur legte Schmidt 1999 am Klettgau-Gymnasium in Waldshut-Tiengen ab und absolvierte seinen Zivildienst an der Behindertenschule Heinrich Rösch in Waldshut-Tiengen. Anschließend begann er ein Studium der Medienwirtschaft in Ilmenau, das er mit dem akademischen Grad Diplom-Kaufmann abschloss.
Erste Kompositionen veröffentlichte Schmidt mit der Band Omikron schon als Schüler.
Während der Zivildienstzeit inszenierte Jochen Frank Schmidt sein erstes Musical, „Die Lust am Leben“ mit Schülern am Klettgau-Gymnasium. Der damalige Oberstudiendirektor unterstütze das Projekt, das ein Erfolg wurde. Das Musical wurde mehrmals unter anderem in der Stadthalle Waldshut sowie an einigen Schulen, auch in der Schweiz, aufgeführt.
Während seiner Vorbereitungen zum Vordiplom verfasste er sein zweites Musical: „Herzklopfen“. Dieses wurde auch am Klettgau-Gymnasium Waldshut-Tiengen 2003 uraufgeführt. Aufgrund der großen Nachfrage mietete Jochen Frank Schmidt im Jahr 2004 eine alte Fabrikhalle in Waldshut-Tiengen und verwandelte diese für vier Wochen in ein Musical Theater. Bei 13 Aufführungen sahen 6500 Personen das Musical Herzklopfen. Außerdem ist das Musical auch noch in Karlsruhe sowie im Burghof Lörrach mehrmals aufgeführt worden. Im Jahr 2005 wurden daraufhin vier Open-Air-Veranstaltungen im Stadion Tiengen, das 800 Personen fasste, veranstaltet. Auch hier waren die Vorstellungen meist ausverkauft.
2007 übernahm er zusammen mit Alexander Dieterle das Gloria-Theater in Bad Säckingen. Schmidt ist Intendant und für die künstlerische Seite, Dieterle für den technischen Bereich sowie die Software des Vorverkaufs zuständig.
Das dritte Musical „Lichterloh“ schrieb Jochen Frank Schmidt während seiner Vorbereitungen aufs Diplom. Es wurde im Gloria-Theater Bad Säckingen im September 2007 uraufgeführt. Mit dieser Uraufführung begann die Leitung des Gloria-Theaters in Bad Säckingen. Fast immer ausverkauft lief es dort drei Monate. Anschließend wurden jeweils für drei Monate die beiden ersten Musicals im Gloria-Theater wiederholt.
2010 folgte das vierte Musical „BiKiNi SKANDAL“. Drei Mal wurde dieses Musical auch im Musical Theater Basel aufgeführt. 2012 wurde eine Saison noch einmal „Lichterloh“ im Gloria-Theater wiederholt. Am 14. Dezember 2012 wurde Schmidt in die SWR-Landesschau eingeladen und berichtete über das Musical „Lichterloh“.
2014 inszenierte Jochen Frank Schmidt mit „Aida“ das erste Mal ein nicht von ihm geschriebenes Musical.
Am 21. Oktober 2017 fand die Uraufführung des fünften Schmidt-Musicals im Gloria-Theater statt: Happy Landing – das Musical. In der ersten Spielzeit (Oktober 2017 – April 2018) sahen 21.000 Zuschauer das Musical. Zum Ende der ersten Saison wurde die Verlängerung um eine weitere Saison verkündet. Insgesamt sahen fast 35.000 Besucher das Musical in 60 Shows.
Am 2. Oktober 2019 veröffentlichte das Gloria-Theater dass es ein sechstes Musical von Jochen Frank Schmidt geben wird. Tommy Tailors Traumfabrik – Das Musical feiert am 17. Oktober 2020 Premiere.
Im November 2021 startete nach pandemiebedingter Unterbrechung die Wiederaufnahme des Musicals Tommy Tailors Traumfabrik im Gloria‑Theater Bad Säckingen. Aufgrund der hohen Nachfrage wurde die Saison am 19. November 2022 verlängert und lief bis zum 7. Mai 2023.
Außerdem brachte Schmidt im Oktober 2023 eine Neuinszenierung des Musicals BiKiNi SKANDAL im Festspielhaus Badenweiler auf die Bühne, wo es bis Mai 2024 gespielt wurde. Im August 2024 gastierte die Produktion vom 1. bis 31. August in der Volksbühne am Rudolfplatz in Köln.
Das Musical Karussell wurde am 19. Oktober 2024 uraufgeführt. Die erste Spielzeit lief bis zum 11. Januar 2025, wurde aber wegen des großen Erfolgs bis zum 4. Mai 2025 verlängert.
Zudem ist eine Neuauflage mit zehn neuen Songs geplant, die am 15. November 2025 starten soll.

## Privates
2010 heiratete Jochen Frank Schmidt die Choreographin Vanessa Vario und hat zwei Kinder.

## Musicals
- Die Lust am Leben – Uraufführung 20. Januar 2000 in Waldshut-Tiengen
- Herzklopfen – Uraufführung 13. November 2003 in Waldshut-Tiengen
- Lichterloh – Uraufführung 29. September 2007 in Bad Säckingen[22]
- BiKiNi SKANDAL – Uraufführung 6. November 2010 in Bad Säckingen
- Happy Landing – das Musical – Uraufführung 21. Oktober 2017[23] in Bad Säckingen
- Tommy Tailors Traumfabrik – Das Musical – Uraufführung 17. Oktober 2020 in Bad Säckingen
- Tommy Tailors Traumfabrik – Das Musical – erweiterte Saison vom 19. November 2022 bis zum 7. Mai 2023[24]
- BiKiNi SKANDAL – Festspielhaus Badenweiler vom 21. Oktober 2023 bis zum 12. Mai 2024[25]
- BiKiNi SKANDAL – Volksbühne am Rudolfplatz in Köln vom 1. bis zum 31. August 2024[26]
- Musical Karussell – Uraufführung 19. Oktober 2024 in Bad Säckingen[27]

## Diskografie
- 2007: Die Lust am Leben, CD, Hochrhein-Musicals.
- 2007: Herzklopfen, CD, Hochrhein-Musicals.
- 2010: Bikini Skandal, CD, Hochrhein-Musicals.
- 2012: Lichterloh, CD, Hochrhein-Musicals.
- 2017: Happy Landing, CD, Gloria-Theater Studios